# إدوين ووكر (لاعب كريكت)
إدوين ووكر (27 ديسمبر 1909 في المملكة المتحدة - 16 مارس 1994 في المملكة المتحدة) (بالإنجليزية: Edwin Walker)‏ هو لاعب كريكت بريطاني وبريطاني (وحمل سابقاً جنسية المملكة المتحدة لبريطانيا العظمى وأيرلندا). لعب مع نادي مقاطعة ليسترشاير للكريكت ‏.

## وصلات خارجية
- ادوين ووكر على موقع إي آس بي آن كريك إنفو (الإنجليزية)